# Vespinitocris morio
Vespinitocris morio är en skalbaggsart som först beskrevs av Karl Jordan 1903.
Vespinitocris morio ingår i släktet Vespinitocris och familjen långhorningar. Inga underarter finns listade i Catalogue of Life.